# تدوين زد

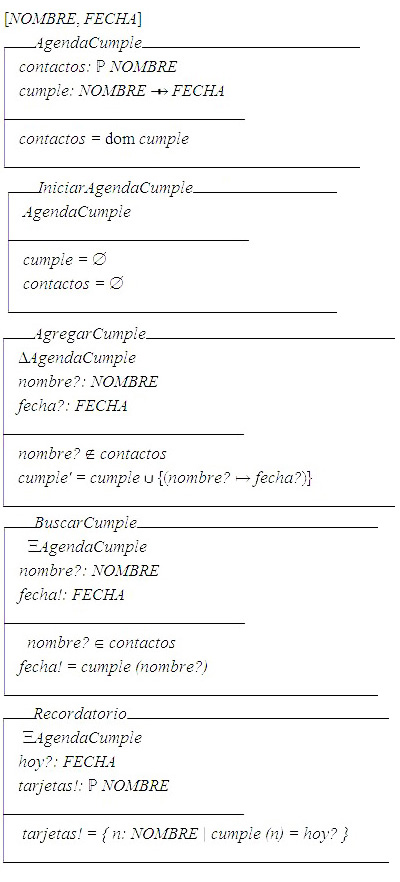

تدوين زد (بالإنجليزي: Z notation) وهو مواصفات اللغة الرسمية تستخدم لوصف النظام ونظم النمذجة الحاسوبية، يستهدف مواصفات واضحة لبرامج الكمبيوتر والأنظمة المعتمدة على الحاسوب، سمي بعد نظرية زيرميلو- فرانكل.

## تاريخيا
في 1974 نشرت جين رايموند ابيرال "بيانات دلالية"". باستخدام تدوين زد الذي اقترحه ابرايل بمساعدة ستيفن شومان وبرتران ماير عام 1977  وقدمت جامعة اكسفورد مجموعة بحوث عنه، ودُرِسَ في جامعة جرونوبل عام 1980، بينما كتب ابرايل مذكرات بواسطة تدوين زد، وتم استخدام تدوين زد في عام 1980(كتاب Méthodes de programmation 
)

## استخدامه
تدوين زد مبني على ترميز رياضي موحد يستخدم في نظرية المجموعات البديهية، تفاضل لامبدا ومنطق الرتبة الاولى. يتم كتابتها كل التعبيرات في تدوين زد، بالتالي تجنب بعض التناقضات في نظرية الفئات البديهية،
يحتوي تدوين زد على جدول موحد يستخدم الدوال الرياضية والأدلة.

## المعايير
في عام 2002 انهت المنظمة الدولية للمعايير (تنميط) توحيد مقاييس زد، ويمكن الحصول على هذا التنميط مباشرة من المنظمة الدولية للمعايير.

## للاستزادة
- J. Michael Spivey (1992). The Z Notation: A reference manual (ط. 2nd edition). Prentice Hall International Series in Computer Science. مؤرشف من الأصل في 2018-01-30. {{استشهاد بكتاب}}: |طبعة= يحتوي على نص زائد (مساعدة) ويحتوي الاستشهاد على وسيط غير معروف وفارغ: |الرقم المعياري= (مساعدة)
- جيم ديفيز  [لغات أخرى]‏ and جيم ودكوك (1996). Using Z: Specification, Refinement and Proof. Prentice Hall International Series in Computer Science. مؤرشف من الأصل في 2016-03-03. {{استشهاد بكتاب}}: الوسيط غير المعروف |الرقم المعياري= تم تجاهله يقترح استخدام |ردمك= (مساعدة)صيانة الاستشهاد: أسماء عددية: قائمة المؤلفين (link) صيانة الاستشهاد: أسماء متعددة: قائمة المؤلفين (link)
- جوناثان بوين (1996). Formal Specification and Documentation using Z: A Case Study Approach. International Thomson Computer Press. مؤرشف من الأصل في 2019-03-18. {{استشهاد بكتاب}}: الوسيط غير المعروف |الرقم المعياري= تم تجاهله يقترح استخدام |ردمك= (مساعدة)
- Jonathan Jacky (1997). The Way of Z: Practical Programming with Formal Methods. Cambridge University Press. مؤرشف من الأصل في 2018-09-07. {{استشهاد بكتاب}}: الوسيط غير المعروف |الرقم المعياري= تم تجاهله يقترح استخدام |ردمك= (مساعدة)

## وصلات خارجية
عام
- The World Wide Web Virtual Library: The Z notation, by جوناثان بوين
- Specification proposals by Ian Toyn
- W3C WSDL 2.0 a specification containing Z notation assertions and explanation

أدوات
- Community Z Tools (CZT) project
- Tools for developing and checking Z specifications in مايكروسوفت وورد
- Mike Spivey's Fuzz Type-Checker for Z
- Z/Eves — A proof checker for the Z notation (German site but all manuals in English)
- Z/EVES نسخة محفوظة 7 أكتوبر 2011 على موقع واي باك مشين. Documentation, papers, and manuals on Z/EVES
- ZETA open-source system for development software specifications in Z
- HOL-Z open-source proof environment for Z in Isabelle/HOL نسخة محفوظة 5 نوفمبر 2015 على موقع واي باك مشين.
- ERZ: Tool for transform ER model to Z Notation equivalent, by Luis Espino
- CADiZ, a set of free software tools that assist use of Z notation